# Norman Watt-Roy
Norman Joseph Watt-Roy (Bombay, India, 15 de febrero de 1951) es un músico, compositor y arreglador británico. Nació en Bombay, aunque en su juventud se trasladó al Reino Unido. Watt-Roy comenzó su carrera artística a fines de los años sesenta junto con su hermano, Garth Watt-Roy y fundaron la banda The Greatest Show on Earth. Alcanzaría el reconocimiento por haber sido miembro fundador junto a Ian Dury de la banda Ian Dury and The Blockheads, con quienes ha lanzado trece álbumes de estudio. En paralelo, ha lanzado una carrera solitario con un solo material de estudio y entre 1985 a 2022 fue bajista de la banda de acompañamiento de su amigo Wilko Johnson.
A lo largo de su carrera ha colaborado con artistas como Nick Cave, Jona Lewie, Roger Daltrey (The Who), The Selecter, The Clash, Madness, entre otros. 

## Discografía

### The Greatest Show on Earth
- Horizons (1970)
- The Going's Easy (1970)
- The Greatest Show on Earth (1975)

### The Blockheads
- New Boots and Panties!! (1977)
- Do It Yourself (1979)
- Laughter (1980)
- Live! Warts 'n' Audience (1990)
- The Bus Driver's Prayer and other Stories (1994)
- Mr. Love Pants (1998)
- Straight from the Desk (2001)
- Ten More Turnips from the Tip (2002)
- Where's the Party? (2004)[2]
- 30 – Live at The Electric Ballroom (2008)
- Staring Down the Barrel (2009)
- Same Horse Different Jockey (2013)
- Beyond the Call of Dury (2017)